# Accidente ferroviario de Villafranca del Campo
El accidente ferroviario de Villafranca del Campo fue una colisión frontal entre un tren de carga y un tren de pasajeros ocurrido entre las estaciones de Villafranca del Campo y Santa Eulalia del Campo, en la línea Zaragoza-Sagunto. El siniestro tuvo lugar el 18 de diciembre de 1966, después de que uno de los conductores de la locomotora del tren mercante no viera una señal de parada. Murieron 30 personas.

## Posición inicial
La línea ferroviaria de vía única entre Zaragoza y Valencia no tenía control de tráfico mediante señales en cabina. 
Por ella circulaba un tren formado por la unión de dos automotores térmicos de un solo coche, de los cuales el de cola era un Renault ABJ (Renfe serie 9300). El tren cubría un servicio ómnibus de Teruel a Zaragoza, grafiado como tren número 2004; Tenía su salida fijada de Teruel a las 07:05 horas y rendía viaje en la estación zaragozana de Campo-Sepulcro a las 10:45. La hora de llegada a la estación de Villafranca del Campo estaba fijada a las 08:00, circulando en el momento del accidente con unos minutos de retraso sobre el horario previsto. La mañana en que se produjo el accidente la temperatura era fría y sobre la zona había una espesa niebla. La mayoría de los pasajeros se habían sentado en el coche de cabeza de la composición a indicación del interventor del convoy porque la calefacción funcionaba mejor en el mismo.
Un tren de material vacío discurría en la dirección opuesta conducido por una locomotora diésel serie 1900; devolvía vagones de carga destinados al transporte de cítricos desde la frontera francesa en Irún a Valencia. Este tren acumulaba a supaso por Villafranca del Campo un retraso de ocho horas, por lo que cada uno de sus cruces se realizó sin programar. El despachador quería cruzar los dos trenes en la estación de Villafranca del Campo, por lo que estableció la señal de entrada para el tren de carga en «viaje libre» y la señal de salida en «parar».

## Curso del accidente
El conductor de la locomotora del tren de carga pasó por alto la señal de «parada» debido a la niebla, atravesó la estación de Villafranca del Campo, donde el personal de la estación también trató de indicarle «parada» y entró en la vía en la que viajaba el otro tren. La niebla era tan densa que los conductores de la locomotora, pese a la rectitud de la ruta, no notaron el tren que se aproximaba hasta que ya no podían frenar lo suficiente. Ambos trenes todavía viajaban a unos 80 km/h (kilómetros por hora) en el momento de la colisión, la cual se produjo entre las 08:05 y 08:10 a. m. en el punto kilométrico 89,500 de la línea, a algo más de 2 km (kilómetros) de la estación de Villafranca del Campo La pesada locomotora de carga destrozó por completo el coche delantero del tren de pasajeros y la parte trasera se detuvo sobre los restos del frente. El combustible diésel se incendió, causando que los escombros prendieran inmediatamente y aumentando el número de víctimas.

## Consecuencias
30 personas murieron, incluido el conductor, y 12 más resultaron heridas. Un ferroviario herido se dirigió a la estación de Villafranca del Campo en busca de ayuda.